# ألفادريم غيمز
ألفادريم غيمز (بالإنجليزية:AlphaDream)، هي شركة يابانية لإنتاج وتطوير ألعاب الفيديو، تأسست سنة 2000، وتقع مقرها في العاصمة اليابانية طوكيو، ومن أهم إنتاج الألعاب ماريو أند لويجي: باوسرز إنسايد ستوري الخاصة لمنصات شركة نينتندو.